# 세치

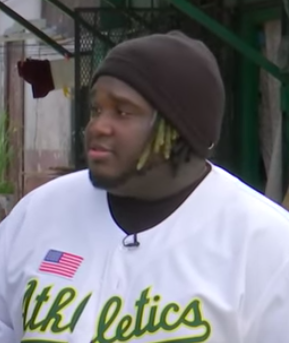

세치(Sech, 본명: Carlos Isaías Morales Williams, 1993년 12월 3일 ~ )는 파나마 가수이다. 그는 파나마시티의 리오 아바조(Río Abajo) 타운십 출신이며 그의 싱글 "Otro Trago"로 가장 잘 알려져 있다. 이 곡은 2019 라틴 그래미 어워드에서 최우수 도시 노래 및 최우수 도시 퓨전/공연 부문 후보에 올랐다. 그는 말루마, 아니타 (가수), 니키 잼, 대디 양키 및 배드 바니를 포함한 수많은 라틴 아티스트와 협력했다. 그는 2019년 4월 데뷔 정규 앨범 Sueños를 발매했고, 그의 두 번째 앨범 1 of 1은 2020년 5월 21일에 발매되었다.

## 음반

### 스튜디오 음반
- Sueños
- 1 of 1
- 42
- El Bloke